# Osnova (textil)

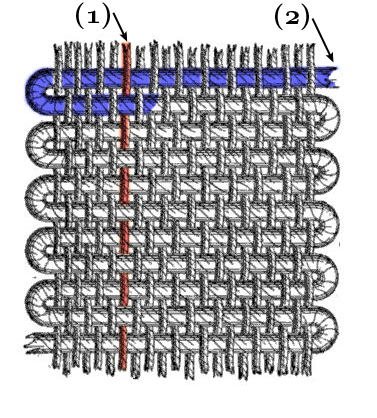
Schéma osnovy (1) se zatkávaným útkem (2)

Osnova je soustava rovnoběžně uložených nití, do které se zanáší útek nebo se zpracovává splétáním osnovních nití mezi sebou.

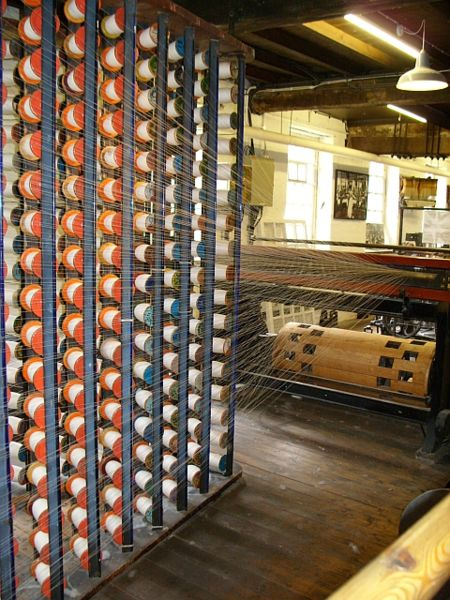
Cívečnice z první poloviny 20. století

Pásový snovací stroj asi z roku 1941

## Materiál
Velká část osnovních přízí se musí skát, aby dosáhla určitou pevnost a stejnoměrnost, protože osnova je při tkaní značně namáhána na tah. Například u osnov z čisté vlny je skaní naprosto nezbytné.

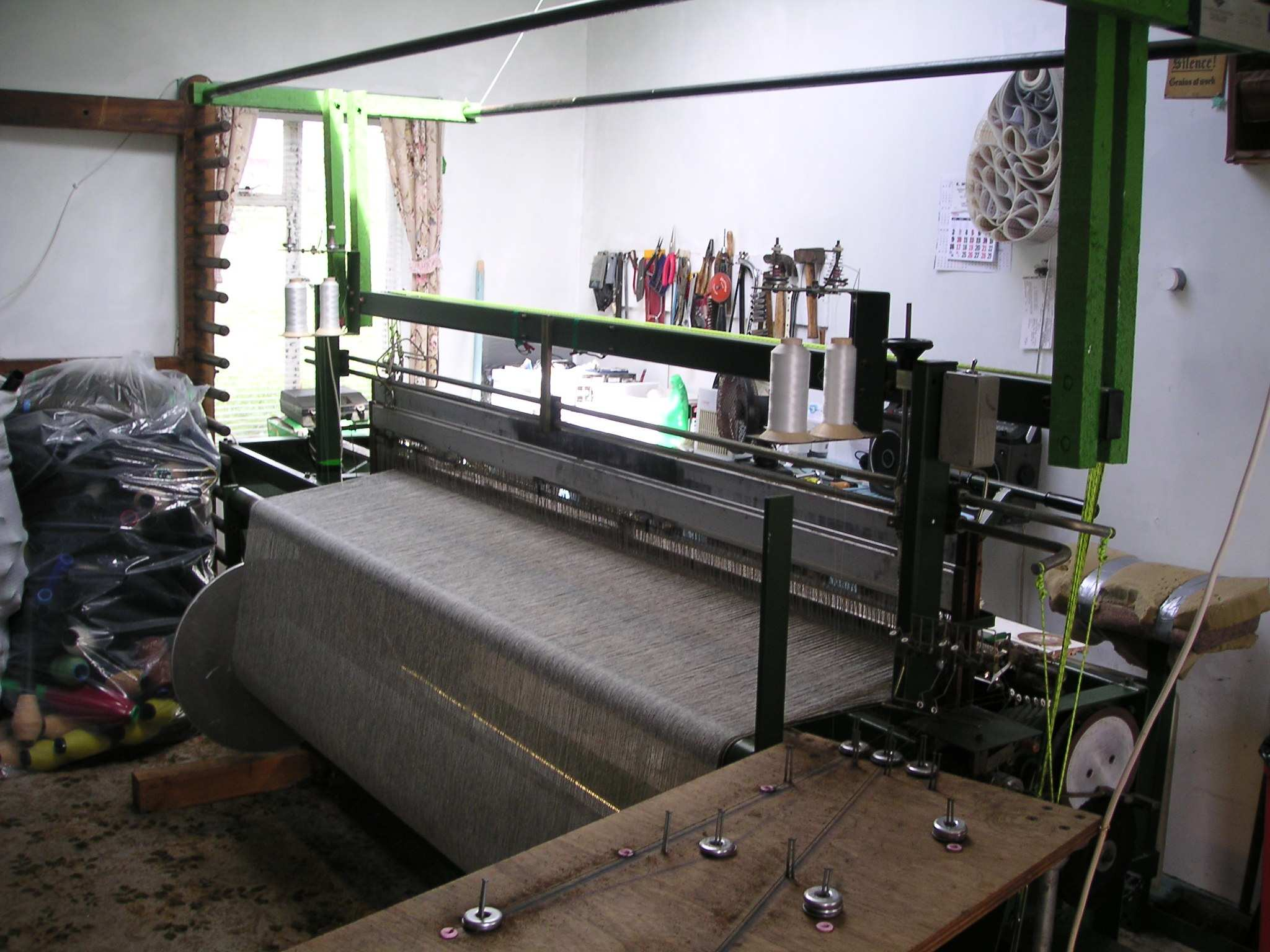
Vedení osnovy do nitěnek tkacího stroje

Staplové příze pro pletařské osnovy se zpravidla při soukání parafinují.

## Snování
Snování je definováno jako technologie přípravy osnovy na osnovní vál v požadované délce, šířce a počtu nití v předepsaném vzoru.
Postup výroby tkalcovských osnov: Příze se odvíjí příze z cívečnice, což jsou rámy s 200–800 cívkami. Jednotlivé nitě procházejí hřebenem a tím se z nich vytvoří pás, který se navíjí na snovací vál. Šířka pásu je dána rozměry hřebene, ty jsou přizpůsobeny použití osnovy.
Tkací stroje mají nejčastěji pracovní šíři 145 cm. Těmto se předkládá osnova (snímek vpravo) obsahující až 10 000 nití, které se nedají naráz odvinout z cívečnice, proto se musí příze z několika snovacích válů družit dohromady. To se dá provádět válovým nebo pásovým snováním:

### Válové snování (šlichtované osnovy)
Osnovy ze staplových přízí určené ke tkaní se zpravidla musejí šlichtovat. Nánosem šlichty se podstatně zvýší odolnost osnovních nití při zpracování na tkacím stroji. Zvýší se jejich pevnost a hladkost (odstávající vlákna se přilepí k jádru nití).
Celkový počet osnovních nití určených ke šlichtování se rozdělí na 4–12 snovacích válů, na které se jednotlivé části navíjejí v šířce do cca 200 cm. Na šlichtovacím stroji se nitě odvíjejí ze všech válů současně a po průchodu šlichtovací lázní sdruží a navíjejí na osnovní vál.

### Pásové snování
Tento způsob snování je vhodný pro krátké osnovy a materiály, které se zpravidla nešlichtují. Povaze materiálu se musí přizpůsobit snovací rychlost. U multifilu z nekonečných vláken je doporučováno snížení rychlosti při snování dle toho jak je tvarován.
Osnovní nitě se zde seřazují do užších, hustějších pásů, které se postupně navíjejí na snovací buben tak, že konce všech (cca 10-15) pásů se pak kladou vedle sebe a společně navíjejí na tkací vál.
V případě, že se musí šlichtovat, předkládá se většinou snovací buben šlichtovacímu stroji a převíjení na osnovní vál se spojuje se šlichtováním.

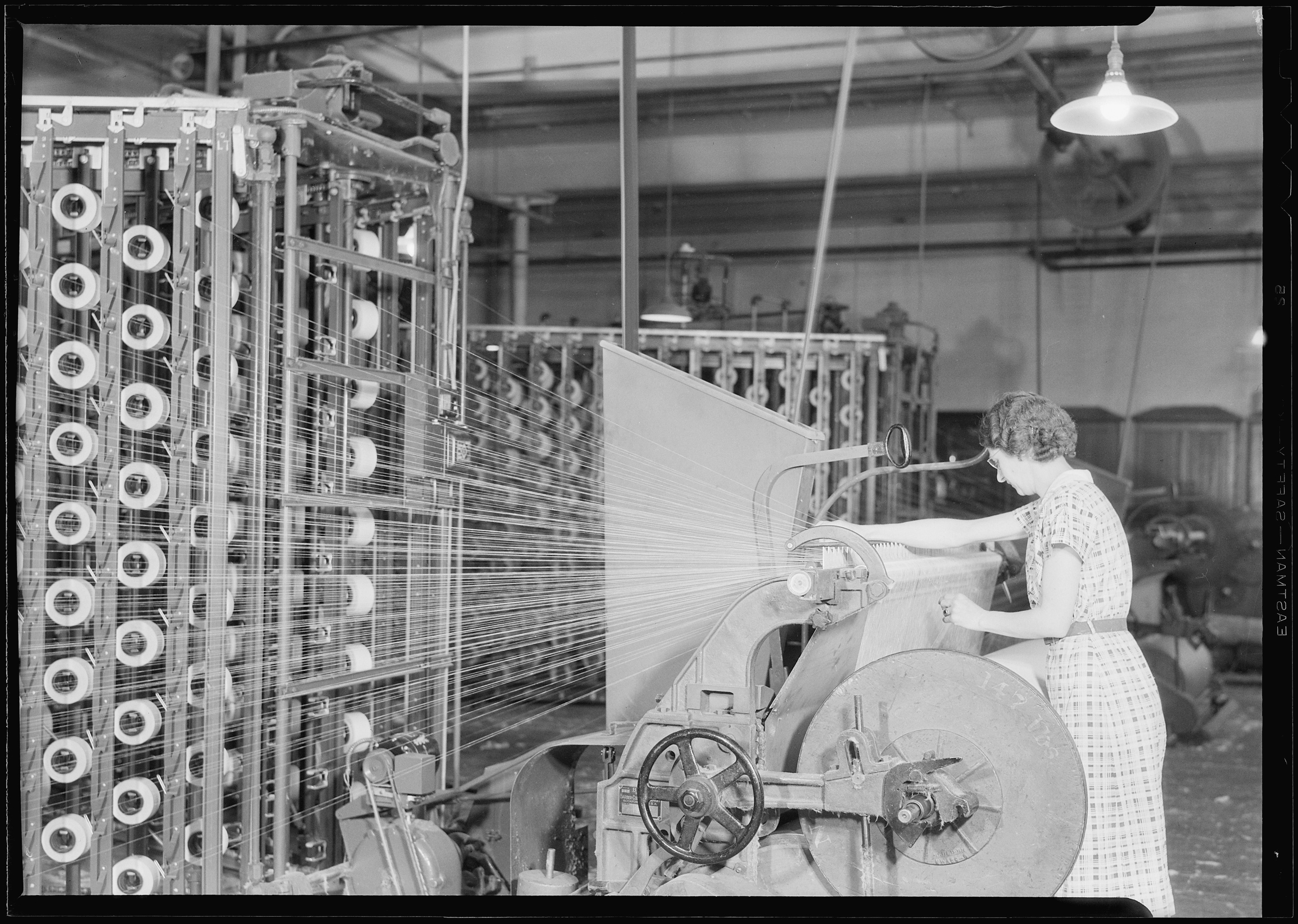
Dílové snovadlo z roku 1937

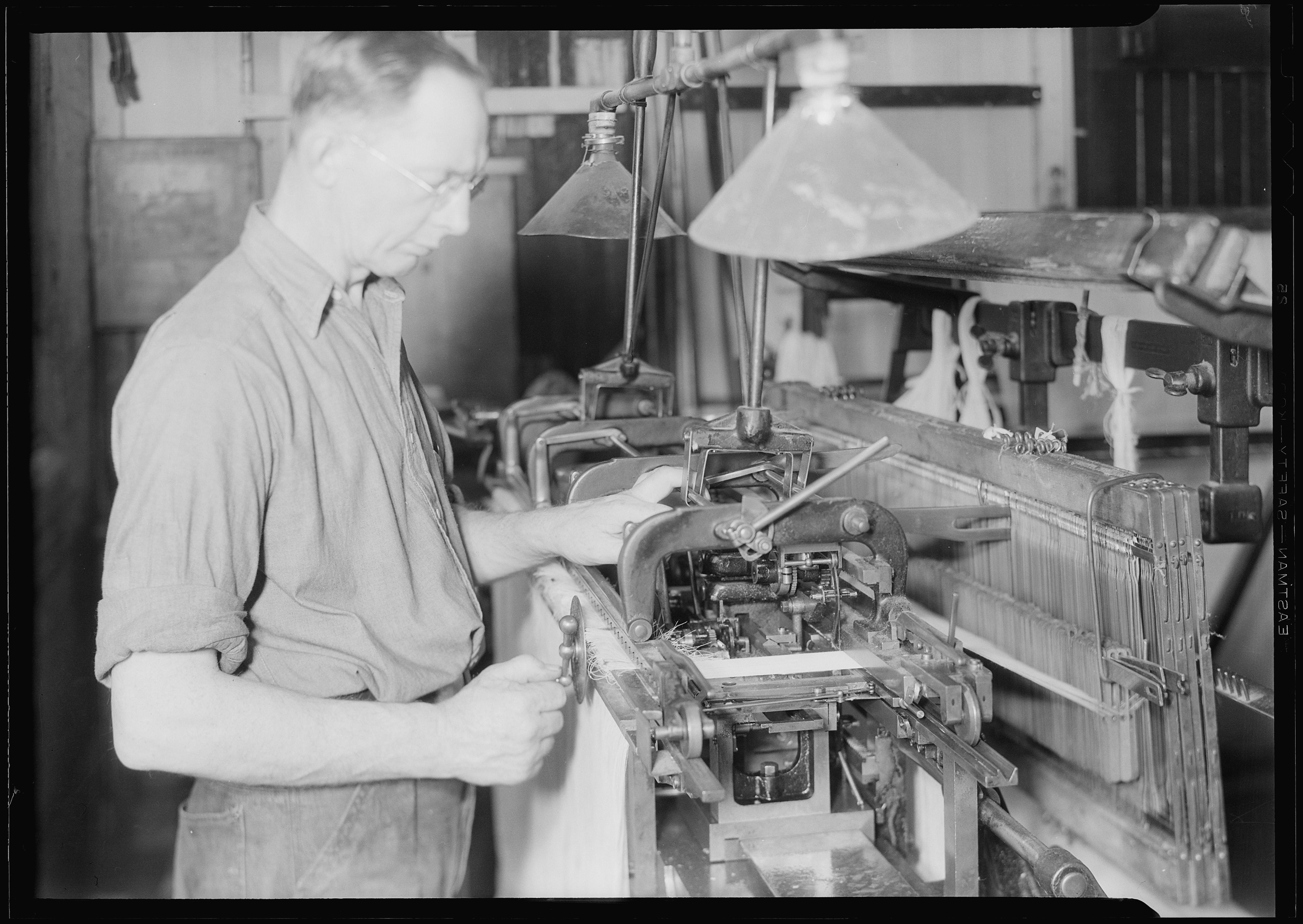
Strojní navazování v polovině 20. století (250 uzlů za minutu)

Ruční navádění osnovních nití do brda tkacího stroje

### Strojní vybavení pro tkalcovské osnovy
V roce 2025 uvádí jeden čínský výrobce příklady aktuální techniky:
| Typ snovadla               | Konstrukce, výkon                                           | Použití                        | Cena USD       |
| -------------------------- | ----------------------------------------------------------- | ------------------------------ | -------------- |
| bezmotorové                | zčásti dřevěné staveb. díly, pohon pedálem nebo klikou      | ruční tkaní a laboratoře       | 4 200-11 000   |
| pásové                     | převíjení 200 m/min, snování 800 m/min                      | vícebarevné, menší partie      | 11 000-28 000  |
| válové                     | snování do 1200 m/min, prac. šířka 1600-2400 mm             | kontinuální výroba             | 21 000-56 000  |
| digitálně řízené           | automat. seřízení napětí a přesnějsí poloha nití            | tkaniny s velmi hustou osnovou | 42 000-112 000 |
| kombi snovadlo+šlichtování | agregát: pásové snovadlo se šlichtovacím strojem, 100 m/min | menší partie                   | 84 000-210 000 |

### Dílové snování
Osnovy na pleteniny a proplétané (netkané) textilie se také nešlichtují, bývají 4-5 x řidší než osnovy tkalcovské. Pletacím strojům se osnova obvykle předkládá na 4–8 kotoučových cívkách (cca 50–100 cm dlouhých) uložených vedle sebe na společnou osu. Osnovní nitě se na cívky navíjejí v plné šíři přímo z cívečnice rychlostí až 1000 m/min, elastické příze do 400 m/min. 

### Tkaní a pletení z cívečnice
Osnovní nitě na pneumatikové kordy, na některé druhy stuh, ručně tkaných rohožek a na rašlech se žakárovým ústrojím se odvíjejí z cívečnice přímo do tkacího (nebo pletacího) stroje.

### Barvení osnovních nití
Většina osnov je z režněbílých přízí.
 Výjimky:
- Tkaniny a pleteniny podélně barevně pruhované – s jednotlivými barevnými nitěmi nebo barvení na dílčích válech (před šlichtováním)
- Blue denim – barvení celé osnovy v pásech

### Textilie zhotovené ze dvou a více osnov (nad sebou)
Plyšové tkaniny, seersucker, dutinné a některé technické tkaniny (popruhy), rašlové pleteniny

## Navádění a navazování osnov
Před koncem zpracování osnovy se musejí navázat jednotlivé nitě nového válu na dobíhající konce. Provádí se to navazovacími stroji (rychlostí až 600 uzlů za minutu). 
Osnovní nitě procházejí při tkaní lamelami osnovní zarážky (kontrola přetrhu), očky nitěnek (vazba tkaniny) a zuby paprsku (příraz útku k hotové tkanině).
Jestliže se změní u nové osnovy vazba tkaniny, musejí se všechny nitě do stroje znovu navádět. Strojní navádění jedné osnovy do lamel a nitěnek (současně) trvá asi hodinu. Další cca půl hodiny je zapotřebí k navedení nití do paprsku.
Osnovní nitě na pletacích strojích se navádějí ručně (do hřebenů a kladecích jehel), zatímco navazování se dá provádět s pomocí přístrojů podobných zařízením pro tkalcovské osnovy. 
Podle nepotvrzených údajů se měly v roce 1983 začít vyrábět naváděcí stroje pro pletařské osnovy.